# Códigos dos países (O–Q)
- A
- B
- C
- D–E
- F
- G
- H–I
- J–K
- L
- M
- N
- O–Q
- R
- S
- T
- U–Z

## Omã
| ISO 3166-1 numérico 512         | ISO 3166-1 alfa-3 OMN    | ISO 3166-1 alfa-2 OM              | ICAO cod aeroporto prefixo(s) OO     |
| E.164 cód tel(s) +968           | COI cód país —           | TLD cod país .om                  | ICAO aeronave regis. prefixo(s) —    |
| E.212 Mobile código país(s) 422 | OTAN Cód três-letras —   | OTAN Cód duas-letras (obsoleto) — | LOC MARC código(s) MK                |
| ITU Marítima ID (s) —           | ITU código de letras OMA | FIPS código de país(es) MU        | Licença código chapa OM (unofficial) |
| GS1 GTIN prefixo(s) —           | UNDP códigos de país OMA | WMO códigos de país OM            | ITU prefixos indicativo A4A-A4Z      |

## Paquistão
| ISO 3166-1 numérico 586         | ISO 3166-1 alfa-3 PAK    | ISO 3166-1 alfa-2 PK              | ICAO cod aeroporto prefixo(s) OP         |
| E.164 cód tel(s) +92            | COI cód país —           | TLD cod país .pk                  | ICAO aeronave regis. prefixo(s) —        |
| E.212 Mobile código país(s) 410 | OTAN Cód três-letras —   | OTAN Cód duas-letras (obsoleto) — | LOC MARC código(s) PK                    |
| ITU Marítima ID (s) —           | ITU código de letras PAK | FIPS código de país(es) PK        | Licença código chapa PK                  |
| GS1 GTIN prefixo(s) —           | UNDP códigos de país PAK | WMO códigos de país PK            | ITU prefixos indicativo 6PA-6SZ, APA-ASZ |

## Palau
| ISO 3166-1 numérico 585         | ISO 3166-1 alfa-3 PLW    | ISO 3166-1 alfa-2 PW              | ICAO cod aeroporto prefixo(s) PT      |
| E.164 cód tel(s) +680           | COI cód país —           | TLD cod país .pw                  | ICAO aeronave regis. prefixo(s) —     |
| E.212 Mobile código país(s) 552 | OTAN Cód três-letras —   | OTAN Cód duas-letras (obsoleto) — | LOC MARC código(s) PW                 |
| ITU Marítima ID (s) —           | ITU código de letras PLW | FIPS código de país(es) PS        | Licença código chapa PAL (unofficial) |
| GS1 GTIN prefixo(s) —           | UNDP códigos de país TTP | WMO códigos de país —             | ITU prefixos indicativo T8A-T8Z       |

## Palestina
| ISO 3166-1 numérico 275       | ISO 3166-1 alfa-3 PSE         | ISO 3166-1 alfa-2 PS               | ICAO cod aeroporto prefixo(s) OJ, LV |
| E.164 cód tel(s) +970         | COI cód país —                | TLD cod país .ps                   | ICAO aeronave regis. prefixo(s) —    |
| E.212 Mobile código país(s) — | OTAN Cód três-letras PSE      | OTAN Cód duas-letras (obsoleto) PS | LOC MARC código(s) GZ, WJ            |
| ITU Marítima ID (s) —         | ITU código de letras XGZ, XWB | FIPS código de país(es) GZ, WE     | Licença código chapa PS (unofficial) |
| GS1 GTIN prefixo(s) —         | UNDP códigos de país PAL      | WMO códigos de país —              | ITU prefixos indicativo E4A-E4Z      |

## Panamá
| ISO 3166-1 numérico 591         | ISO 3166-1 alfa-3 PAN    | ISO 3166-1 alfa-2 PA              | ICAO cod aeroporto prefixo(s) MP                          |
| E.164 cód tel(s) +507           | COI cód país —           | TLD cod país .pa                  | ICAO aeronave regis. prefixo(s) —                         |
| E.212 Mobile código país(s) 714 | OTAN Cód três-letras —   | OTAN Cód duas-letras (obsoleto) — | LOC MARC código(s) PN                                     |
| ITU Marítima ID (s) —           | ITU código de letras PNR | FIPS código de país(es) PM        | Licença código chapa PA                                   |
| GS1 GTIN prefixo(s) 745         | UNDP códigos de país PAN | WMO códigos de país PM            | ITU prefixos indicativo 3EA-3FZ, H3A-H3Z H8A-H9Z, HOA-HPZ |

## Papua-Nova Guiné
| ISO 3166-1 numérico 598         | ISO 3166-1 alfa-3 PNG    | ISO 3166-1 alfa-2 PG              | ICAO cod aeroporto prefixo(s) AY  |
| E.164 cód tel(s) +675           | COI cód país —           | TLD cod país .pg                  | ICAO aeronave regis. prefixo(s) — |
| E.212 Mobile código país(s) 537 | OTAN Cód três-letras —   | OTAN Cód duas-letras (obsoleto) — | LOC MARC código(s) PP             |
| ITU Marítima ID (s) —           | ITU código de letras PNG | FIPS código de país(es) PP        | Licença código chapa PNG          |
| GS1 GTIN prefixo(s) —           | UNDP códigos de país PNG | WMO códigos de país NG            | ITU prefixos indicativo P2A-P2Z   |

## Paraguai
| ISO 3166-1 numérico 600         | ISO 3166-1 alfa-3 PRY    | ISO 3166-1 alfa-2 PY              | ICAO cod aeroporto prefixo(s) SG  |
| E.164 cód tel(s) +595           | COI cód país —           | TLD cod país .py                  | ICAO aeronave regis. prefixo(s) — |
| E.212 Mobile código país(s) 744 | OTAN Cód três-letras —   | OTAN Cód duas-letras (obsoleto) — | LOC MARC código(s) PY             |
| ITU Marítima ID (s) —           | ITU código de letras PRG | FIPS código de país(es) PA        | Licença código chapa PY           |
| GS1 GTIN prefixo(s) 784         | UNDP códigos de país PAR | WMO códigos de país PY            | ITU prefixos indicativo ZPA-ZPZ   |

## Peru
| ISO 3166-1 numérico 604         | ISO 3166-1 alfa-3 PER    | ISO 3166-1 alfa-2 PE              | ICAO cod aeroporto prefixo(s) SP         |
| E.164 cód tel(s) +51            | COI cód país —           | TLD cod país .pe                  | ICAO aeronave regis. prefixo(s) —        |
| E.212 Mobile código país(s) 716 | OTAN Cód três-letras —   | OTAN Cód duas-letras (obsoleto) — | LOC MARC código(s) PE                    |
| ITU Marítima ID (s) —           | ITU código de letras PRU | FIPS código de país(es) PE        | Licença código chapa PE                  |
| GS1 GTIN prefixo(s) 775         | UNDP códigos de país PER | WMO códigos de país PR            | ITU prefixos indicativo 4TA-4TZ, OAA-OCZ |

## Filipinas
| ISO 3166-1 numérico 608         | ISO 3166-1 alfa-3 PHL    | ISO 3166-1 alfa-2 PH              | ICAO cod aeroporto prefixo(s) RP         |
| E.164 cód tel(s) +63            | COI cód país —           | TLD cod país .ph                  | ICAO aeronave regis. prefixo(s) —        |
| E.212 Mobile código país(s) 515 | OTAN Cód três-letras —   | OTAN Cód duas-letras (obsoleto) — | LOC MARC código(s) PH                    |
| ITU Marítima ID (s) —           | ITU código de letras PHL | FIPS código de país(es) RP        | Licença código chapa RP                  |
| GS1 GTIN prefixo(s) 480         | UNDP códigos de país PHI | WMO códigos de país PH            | ITU prefixos indicativo 4DA-4IZ, DUA-DUZ |

## Pitcairn
| ISO 3166-1 numérico 612       | ISO 3166-1 alfa-3 PCN    | ISO 3166-1 alfa-2 PN              | ICAO cod aeroporto prefixo(s) —   |
| E.164 cód tel(s) +64          | COI cód país —           | TLD cod país .pn                  | ICAO aeronave regis. prefixo(s) — |
| E.212 Mobile código país(s) — | OTAN Cód três-letras —   | OTAN Cód duas-letras (obsoleto) — | LOC MARC código(s) PC             |
| ITU Marítima ID (s) —         | ITU código de letras PTC | FIPS código de país(es) PC        | Licença código chapa —            |
| GS1 GTIN prefixo(s) —         | UNDP códigos de país —   | WMO códigos de país PT            | ITU prefixos indicativo —         |

## Polónia
| ISO 3166-1 numérico 616         | ISO 3166-1 alfa-3 POL    | ISO 3166-1 alfa-2 PL              | ICAO cod aeroporto prefixo(s) EP                |
| E.164 cód tel(s) +48            | COI cód país —           | TLD cod país .pl                  | ICAO aeronave regis. prefixo(s) —               |
| E.212 Mobile código país(s) 260 | OTAN Cód três-letras —   | OTAN Cód duas-letras (obsoleto) — | LOC MARC código(s) PL                           |
| ITU Marítima ID (s) —           | ITU código de letras POL | FIPS código de país(es) PL        | Licença código chapa PL                         |
| GS1 GTIN prefixo(s) 590         | UNDP códigos de país POL | WMO códigos de país PL            | ITU prefixos indicativo 3ZA-3ZZ,HFA-HFZ,SNA-SRZ |

## Portugal
| ISO 3166-1 numérico 620         | ISO 3166-1 alfa-3 PRT    | ISO 3166-1 alfa-2 PT              | ICAO cod aeroporto prefixo(s) LP  |
| E.164 cód tel(s) +351           | COI cód país —           | TLD cod país .pt                  | ICAO aeronave regis. prefixo(s) — |
| E.212 Mobile código país(s) 268 | OTAN Cód três-letras —   | OTAN Cód duas-letras (obsoleto) — | LOC MARC código(s) PO             |
| ITU Marítima ID (s) —           | ITU código de letras POR | FIPS código de país(es) PO        | Licença código chapa P            |
| GS1 GTIN prefixo(s) 560         | UNDP códigos de país POR | WMO códigos de país PO            | ITU prefixos indicativo CQA-CUZ   |

## Porto Rico
| ISO 3166-1 numérico 630         | ISO 3166-1 alfa-3 PRI    | ISO 3166-1 alfa-2 PR              | ICAO cod aeroporto prefixo(s) TJ  |
| E.164 cód tel(s) +1 787, +1 939 | COI cód país —           | TLD cod país .pr                  | ICAO aeronave regis. prefixo(s) — |
| E.212 Mobile código país(s) 330 | OTAN Cód três-letras —   | OTAN Cód duas-letras (obsoleto) — | LOC MARC código(s) PR             |
| ITU Marítima ID (s) —           | ITU código de letras PTR | FIPS código de país(es) RQ        | Licença código chapa PR           |
| GS1 GTIN prefixo(s) —           | UNDP códigos de país PUE | WMO códigos de país PU            | ITU prefixos indicativo —         |

## Catar
| ISO 3166-1 numérico 634         | ISO 3166-1 alfa-3 QAT    | ISO 3166-1 alfa-2 QA              | ICAO cod aeroporto prefixo(s) OT  |
| E.164 cód tel(s) +974           | COI cód país —           | TLD cod país .qa                  | ICAO aeronave regis. prefixo(s) — |
| E.212 Mobile código país(s) 427 | OTAN Cód três-letras —   | OTAN Cód duas-letras (obsoleto) — | LOC MARC código(s) QA             |
| ITU Marítima ID (s) —           | ITU código de letras QAT | FIPS código de país(es) QA        | Licença código chapa Q            |
| GS1 GTIN prefixo(s) —           | UNDP códigos de país QAT | WMO códigos de país QT            | ITU prefixos indicativo A7A-A7Z   |